# Сали Браун
Сали Браун (Sally Brown) е малката сестра на Чарли Браун от поредицата карикатури Фъстъци на Чарлс М. Шулц

## Образ
Сали Браун има руса коса с къдрици, понякога носи панделка, облечена е с рокличка на точки, обикновено синя или розова, а през зимата носи панталони и блуза- това облекло остава традиционно в по-късните години. Тя гледа да живее „кротко“, като се старае да върши колкото може по-малко работа. Любимото ѝ занимание е да седи в нейния фотьойл и да гледа телевизия. Тя е инатлива понякога и успява да бъде убедена, едва когато някой ѝ докаже, че греши, но иначе има добро сърце и силно чувство за морал. Също като брат си е изключително чувствителна по отношение на несправедливостите в живота. Чарли Браун обикновено посещава психиатричната клиника на Луси, когато е депресиран, но Сали предпочита да се изповядва на училищната сграда, която я предпазва и „изпуска“ тухла върху всеки, който не се отнася добре с момиченцето.
Сали си има проблеми, заради неуместната употреба на думи- и писмено, и говоримо. Една от често повтаряните шеги е поредицата карикатури е неумишлено смешните училищни доклади, които изнася пред класа и които заършват с това, че тя се чувства унижена и целият клас ѝ се смее. Подобни обърквания настъпват, когато тя казва Santa and his Rain Gear („Дядо Коледа и неговото дъждовно облекло“) вместо Santa and his raindeer („Дядо Коледа и неговите елени“). Често се измъчва, когато пише домашните си, въпреки че брат ѝ търпеливо се опитва да ѝ помага. Тя не харесва математиката, за която счита, че е заплашителна и неразбираема.
Сали си пада много по приятеля на Чарли Браун Лайнъс. Тя го нарича „моят сладък бебчо“ (реплика, вдъхновена от съпругата на Шулц, която също го нарича така) и когато Лайнъс казва нещо, което Сали намира за особено умно, тя изразява възхищението си питайки „Не е ли най-сладкото нещо?“. Често Лайнъс се чувства засрамен от чувствата на Сали, въпреки че стоически издържа в повечето случаи, но често е принуден да вика „Не съм твоето сладко бебче!“. Също като Шрьодер, Лайнъс се опитва да парира Сали със саркастични забележки. Независимо колко енергично протестира, нейната отдаденост си остава непоколебима.
За разлика от останалите герои на Peanuts, Сали няма интерес в спорта. В редките случаи, когато практикува някакъв спорт, е, защото Лайнъс я е поканил. Тя е едно от малкото деца в квартала, които не са играли в бейзболния отбор на Чарли Браун, а редките пъти, когато се опитва да играе американски футбол, завършват комично. Веднъж се включва в „снежна лига“, когато възрастните правят състезание по правене на снежни човеци, но отборът ѝ не е много добър. Веднъж губят, защото реферът ги наказва за употреба на „непозволени ръкавици“, а друг път, защото снежният им човек е накриво.

## История
Сали Браун е родена на 26 май 1959, когато Чарли Браун получава телефонно обаждане от болницата и енергично изтичва навън от къщата, викайки, че има сестричка. Името „Сали“ ѝ е дадено седмица по-късно- на 2 юни. Въпреки че много се говори за нея и Чарли Браун раздава шоколадови цигари, Сали се появява чак на 23 август. В тази карикатура, Шрьодер дава идея на Чарли Браун да „изхвърли бебето с водата от ваната“, което се случва пред играещата си наблизо Сали, която започва да се чувства нещастна. Като бебе Сали обича да си играе с празни бебешки шишета, които тя използва за различни цели- ползва ги вместо конструктор или кегли за боулинг. Обича да я извеждат и на разходки- често това води Чарли Браун до отчаяние, защото той трябва да я разхожда и изпуска важни бейзболни срещи.
Също като някои други герои (Лайнъс и Шрьодер), Сали пораства бързо. На 22 август 1960 тя прави първите си крачки, а в следващата публикувана карикатура тя се влюбва в Лайнъс. За първи път тръгва на детска градина на 6 септември 1962. Въпреки че първият ѝ поглед хвърлен върху училището ѝ я кара да избяга крещейки, тя прекарва приятен ден там. За нещастие, бързо става ясно, че няма интерес в образованието си, когато казва в по-късна карикатура, че се страхува да не я накарат да повтори детската градина, защото се е провалила в часа по цветарство. Независимо от това, тя завършва детската градина и става ученичка. До края на издаването на Peanuts Сали си остава в първи или втори клас (но не заради слаб успех).

## Интересни факти
- Сали иска да стане медицинска сестра, когато порастне, защото ѝ харесва да носи бели обувки;
- Сали дълги години иска стаята на Чарли Браун. Всеки път, когато той напусне дома си за малко (като да отиде на летен лагер) или казва, че ще се маха, първото нещо, което тя иска да знае е дали тя ще може да ползва неговата стая, докато него го няма. Няколко пъти тя започва да си мести нещата в нея, защото мисли, че той никога няма да се върне;
- Сали е първият герой на Peanuts, който се сприятелява с Еудора- това става на път към летния лагер през 1978;

- В интерес на истината, Лайнъс е този, който първи показва интерес към Сали. В карикатура публикувана малко след рождението на Сали, Лайнъс е изобразен как драска някакви пресмятания на ограда и когато Чарли Браун минава наблизо, го пита „Когато аз съм на 22, а Сали е на 17, мислиш ли, че тя ще излезе с мен?“. Когато Шулц възкресява тази шега година по-късно, Сали е тази, която се влюбва в Лайнъс, вместо да е обратното;
- В It's Flashbeagle, Charlie Brown (1984) и Snoopy's Getting Married, Charlie Brown (1985) Сали е озвучена от Стейси Фъргюсън от Black Eyed Peas;